# Recas (Toledo)
Recas ist ein Ort und eine zentralspanische Gemeinde (municipio) mit 5.023 Einwohnern (Stand: 2024) in der Provinz Toledo im Norden der Autonomen Gemeinschaft Kastilien-La Mancha. 

## Lage und Klima
Recas liegt etwa 39 km (Fahrtstrecke) südwestlich von Madrid und etwa 23 km nördlich von Toledo in der historischen Provinz La Mancha in einer Höhe von ca. 555 m. Durch die Gemeinde fließt der Río Guadarrama. 
Das Klima im Winter ist rau, im Sommer dagegen trocken und warm; der spärliche Regen (ca. 447 mm/Jahr) fällt überwiegend in den Wintermonaten.

## Bevölkerungsentwicklung
| Jahr      | 1970 | 1981 | 1991 | 2001 | 2011 | 2021 |
| Einwohner | 2013 | 1974 | 2227 | 2783 | 4074 | 4536 |

Trotz der zunehmenden Mechanisierung der Landwirtschaft und der Aufgabe bäuerlicher Kleinbetriebe ist die Bevölkerung – hauptsächlich durch Zuwanderung – seit den 2000er Jahren deutlich angestiegen.

## Sehenswürdigkeiten

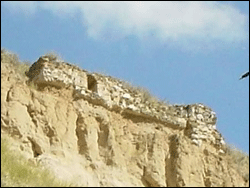
Burgruine von Canales

- Burgruine von Canales: im achten Jahrhundert errichtet
- Peterskirche (Iglesia de San Pedro Apóstol) aus dem 15. Jahrhundert